# Eiserne Jungfrau (Budweis)

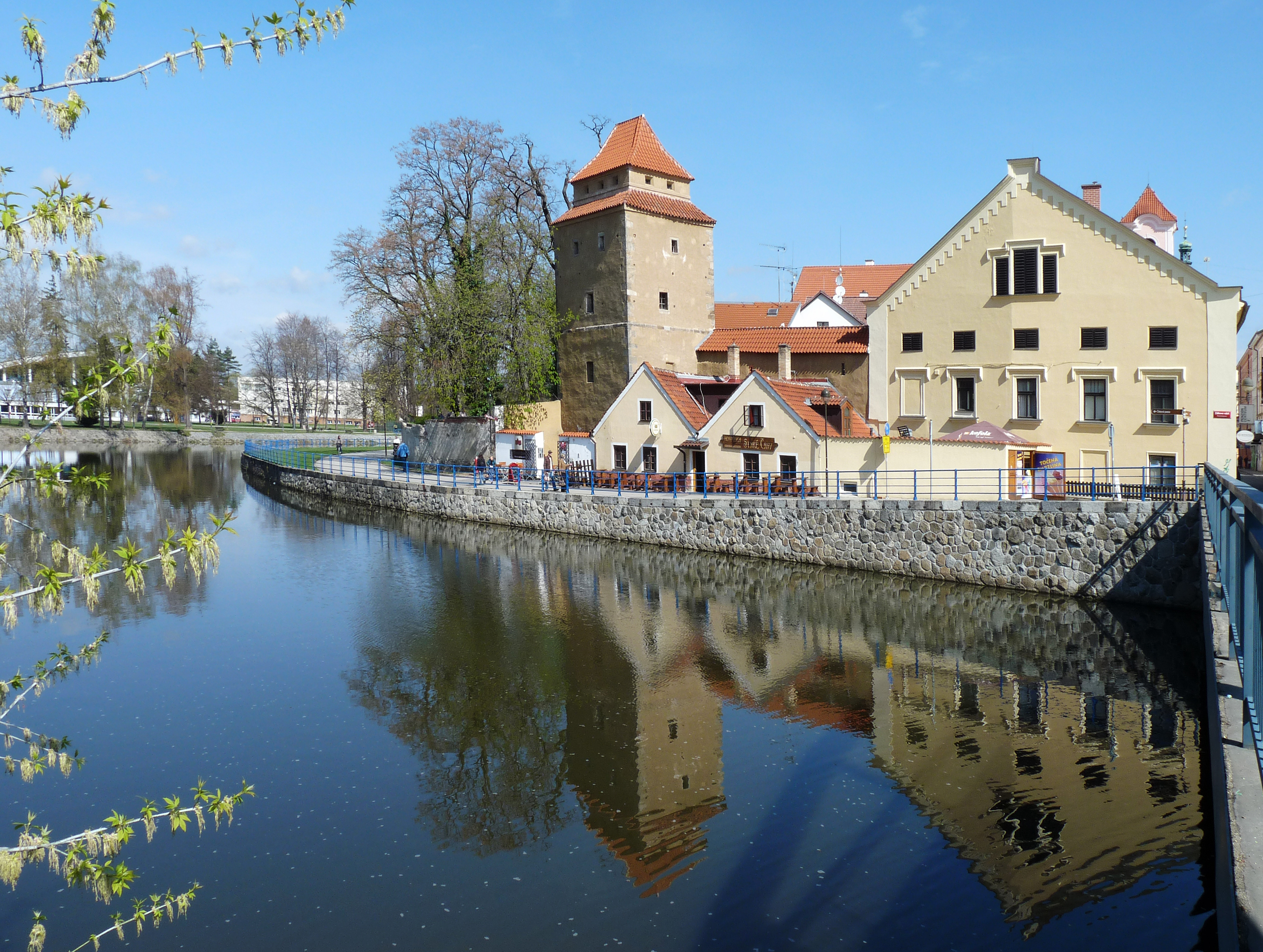
Befestigungsturm Železná panna

Die Eiserne Jungfrau (tschechisch Železná panna) ist ein vermutlich im 14. Jahrhundert errichteter gotischer vierstöckiger Turm der mittelalterlichen Stadtbefestigung in Budweis. Er diente neben der Stadtverteidigung zeitweise auch als ein Waffenlager, Gefängnis und wurde später auch bewohnt. Heute befindet sich hier ein Museum mit einer Exposition, die sich mit dem Stadtgründer Přemysl Otakar II. beschäftigt.

## Name
Ab dem 15. Jahrhundert hieß der Turm „Turm Spielhaybl“ und erhielt während der Romantik den heute gängigen Namen „Eiserne Jungfrau“. Einer Sage nach sollte sich im Turm das Foltergerät Eiserne Jungfrau befunden haben. Heute findet man im Turmmusem ein Modell jenes Folterinstruments.